# Mercato (Napoli)
(Ferdinand Gregorovius)
Mercato è un quartiere di Napoli che, insieme ai quartieri Pendino, Avvocata, Montecalvario, Porto e San Giuseppe, forma la seconda municipalità del comune di Napoli.
Come estensione, è il penultimo quartiere della città. Confina a nord ed est con la Zona Industriale (piazza Garibaldi, corso Arnaldo Lucci, piazza Duca degli Abruzzi) e ad ovest con il quartiere Pendino (corso Giuseppe Garibaldi, piazza Nolana, piazza Guglielmo Pepe).
Il quartiere fu soprannominato dai napoletani Case Nuove, poiché furono realizzate attorno al 1890 delle palazzine di edilizia popolare nell'area compresa tra il Borgo Loreto, corso Garibaldi e via Stella Polare (chiamata dal 1946 corso Arnaldo Lucci).

## Storia
Il quartiere rappresenta una zona di passaggio fra il centro storico della città di Napoli e la Zona Industriale anche se ancora non ne ha le caratteristiche principali, essendo formato comunque da palazzi privati e alcuni alberghi che affacciano sull'antistante piazza Garibaldi.
In realtà il quartiere è circondato da forti presenze storiche, come piazza del Mercato, la Basilica di Santa Maria del Carmine Maggiore che paradossalmente non fanno giuridicamente parte del quartiere.
Fino alla seconda guerra mondiale insisteva a sud il Borgo Loreto, di cui oggi riporta testimonianza il fatiscente ospedale Santa Maria di Loreto Nuovo che ricorda col nome la cinquecentesca chiesa di Santa Maria di Loreto. Cancellato dalle bombe alleate, sull'area del borgo è sorta via Vespucci e in futuro il parco della Marinella.
Gli unici monumenti storici all'interno del quartiere sono la Chiesa dei Santi Cosma e Damiano a Porta Nolana, la Caserma di Cavalleria Borbonica di Luigi Vanvitelli e i ruderi della stazione Bayard, capolinea occidentale della prima ferrovia della penisola, la Napoli-Portici, sul corso Garibaldi. Accanto ad essa sorge la stazione di Napoli Porta Nolana.

## Viabilità e trasporti
Assi viari principali sono via Amerigo Vespucci e corso Arnaldo Lucci.
Il quartiere è servito dalla vicina stazione centrale di Napoli sita in piazza Garibaldi, fondamentale nodo autofilotranviario della città, dalla stazione Garibaldi della linea 2 e dalla stazione di Napoli Porta Nolana della Circumvesuviana. Dal dicembre 2013 è in funzione anche la stazione Garibaldi della linea 1 della metropolitana.